# Direzione generale per la protezione civile e le operazioni di aiuto umanitario europee
La Direzione generale per la protezione civile e le operazioni di aiuto umanitario europee (DG ECHO) è una direzione generale della Commissione europea che si interessa di aiuti umanitari all'estero e protezione civile.
L'obiettivo della DG ECHO è alleviare sofferenze umane e salvaguardare l'integrità e la dignità delle popolazioni affette da disastri naturali e crisi umanitarie.
L'attuale Commissario europeo per la gestione delle crisi è Hadja Lahbib, in carica dal Dicembre 2024. 
In base all'attuale quadro finanziario pluriennale dell'Unione europea (MFF), la DG ECHO dispone di un bilancio totale di 9.76 miliardi di euro per il periodo 2021-2027. Per il 2021, il bilancio totale UE per aiuti umanitari e protezione civile è di 1.4 miliardi di euro.
L'Unione europea insieme ai suoi Stati membri sono il primo donatore di aiuti umanitari al mondo. Ad oggi più di 80 Paesi hanno ricevuto aiuti umanitari europei. 
Per gli interventi umanitari, DG ECHO non attua direttamente i programmi di assistenza, ma finanzia le operazioni servendosi di una rete di oltre 200 partner (ONG, agenzie delle Nazioni Unite e organizzazioni internazionali come il movimento della Croce Rossa/Mezzaluna Rossa).
Con oltre 450 dipendenti e collaboratori distribuiti in oltre 50 uffici in 40 Paesi terzi, la DG ECHO dispone di forte capillarità e presenza sul campo. 
Gli uffici distaccati della DG ECHO forniscono un'analisi aggiornata delle esigenze attuali e previste di un determinato paese o regione, concorrono allo sviluppo delle strategie di intervento e delle politiche, supportano sotto l'aspetto tecnico le operazioni finanziate da ECHO, garantiscono un adeguato controllo degli interventi in corso e favoriscono il coordinamento dei donatori a livello di zona.
Oltre a finanziare gli aiuti umanitari, ECHO è responsabile del Meccanismo della protezione civile dell'Unione europea. Istituito nel 2001, il Meccanismo promuove la cooperazione tra le autorità di protezione civile nazionali di tutta Europa. 
Attualmente comprende 37 paesi ovvero tutti i 27 Stati membri dell'Unione europea e Albania, Bosnia Herzegovina, Islanda, Moldova, Montenegro, Macedonia del Nord, Norvegia, Serbia, Turchia e Ucraina. Il Meccanismo nasce dalla volontà di favorire il coordinamento degli aiuti offerti dagli stati aderenti alle vittime di calamità naturali e antropiche in Europa e nel resto del mondo. Dalla sua creazione ad oggi, il Meccanismo della protezione civile dell'Unione europea ha risposto a oltre 420 richieste di assistenza sia all'interno che all'esterno dei confini dell'Unione europea.

## Storia
L'Ufficio per gli Aiuti umanitari della Comunità europea (ECHO) è stato istituito nel 1992 dalla seconda Commissione Delors. Con la soppressione della Comunità europea del 2009, l'ufficio ha iniziato a essere noto come Servizio per gli Aiuti umanitari della Commissione europea o dell'Unione europea, ma ha conservato l'acronimo ECHO.
La nomina nel 2010 di un nuovo Commissario per la cooperazione internazionale, gli aiuti umanitari e la risposta alle crisi rientra nell'attuazione degli articoli 214 e 196 del Trattato di Lisbona, in cui gli aiuti umanitari e la protezione civile occupano un ruolo di rilievo. La denominazione ufficiale di ECHO è stata modificata in Direzione generale per gli Aiuti umanitari e la protezione civile. La trasformazione di ECHO comprende lo spostamento dell'unità per la Protezione civile dalla DG Ambiente alla DG ECHO. La trasformazione è considerata un passo avanti verso il miglioramento della cooperazione e del processo decisionale in un ambito in cui rispondere con tempestività significa salvare vite umane.
Il Meccanismo di protezione civile dell'Unione europea, inoltre, ha determinato l'apertura del nuovo Centro di coordinamento di risposta all'emergenza (ERCC), un «polo» della protezione civile che monitora le calamità e migliora la preparazione e la resilienza dei paesi soggetti a disastri. Il più recente intervento del Meccanismo di protezione civile risale alle inondazioni che hanno devastato Bosnia-Erzegovina e Serbia.

## Mandato e principi
Nell'ambito degli aiuti umanitari, il mandato di ECHO consiste nel fornire assistenza e soccorsi di emergenza (sotto forma di beni e servizi) alle vittime dei conflitti e delle calamità naturali o antropiche al di fuori dell'Unione europea. Il suo mandato, inoltre, si estende alla prevenzione delle calamità e alle operazioni post crisi.
Gli aiuti umanitari europei si fondano sui principi umanitari di umanità, neutralità, imparzialità e indipendenza.  La loro attuazione, pertanto, dipende dall'applicazione del diritto umanitario internazionale (IHL).
Umanità significa fronteggiare le sofferenze umane ovunque si manifestino, rivolgendo particolare attenzione ai più vulnerabili.
Neutralità significa prestare gli aiuti umanitari senza favorire alcuna parte di un conflitto armato o altra controversia.
Imparzialità significa fornire gli aiuti umanitari esclusivamente sulla base dei bisogni senza operare alcuna discriminazione.
Indipendenza significa autonomia degli obiettivi umanitari rispetto agli obiettivi politici, economici, militari o di altra natura.
Nel 2007, su iniziativa del commissario Louis Michel, la Commissione europea ha adottato un «consenso europeo sull'aiuto umanitario» quale primo testo politico europeo di riferimento in materia di aiuti umanitari. Le ONG hanno partecipato attivamente alla stesura del consenso europeo, che può essere considerato «il testo più esauriente e la posizione comune più vicina alle ONG». Il consenso europeo riafferma i principi umanitari di umanità, imparzialità, neutralità e indipendenza. Sancisce, inoltre, che «gli aiuti umanitari non costituiscono uno strumento di gestione delle crisi».
Nel 2012 ECHO ha elaborato la prima revisione del consenso dalla sua stesura, in cui sottolinea l'esigenza di partenariati più solidi attraverso la scelta attenta dei partner e garantisce maggiore responsabilità verso i cittadini e i soggetti interessati.
Sempre nel 2012 ECHO e altri donatori hanno collaborato con il Comitato permanente interistituti (IASC) per la definizione della Transformative Agenda, il programma di trasformazione. Sono stati concordati i principi di leadership umanitaria, responsabilità e coordinamento in vista del miglioramento della rapidità, dell'efficienza e dell'efficacia della risposta umanitaria.  Inoltre la protezione civile è stata inserita nel mandato di ECHO per garantire cooperazione e protezione maggiori in occasione di calamità tra i paesi terzi e regionali e le organizzazioni internazionali.

## Legislazione
Dall'entrata in vigore del Trattato di Lisbona, l'azione degli aiuti umanitari dell'Unione europea è disciplinata dall'articolo 214 del Trattato sul funzionamento dell'Unione europea. Gli aiuti umanitari costituiscono una competenza parallela concorrente, nel senso che l'Unione europea conduce una politica autonoma che né impedisce agli Stati membri di esercitare le proprie competenze né rende la politica UE meramente «complementare» a quella degli Stati membri.
Prima di allora, in assenza di norme specifiche, gli aiuti umanitari avevano quale base giuridica l'articolo 179 del Trattato della Comunità europea (politica di sviluppo) e rientravano nel portafoglio del Commissario per lo sviluppo, Louis Michel prima e successivamente Karel de Gucht durante la prima Commissione Barroso. Il Trattato di Lisbona ha introdotto per la prima volta gli aiuti umanitari come politica di diritto nel Trattato dell'Unione europea.
Secondo quanto previsto dall'articolo 214, le operazioni UE nell'ambito degli aiuti umanitari sono intese a fornire assistenza e soccorsi ad hoc alle popolazioni di paesi terzi, vittime di calamità naturali o antropiche. L'articolo 214, inoltre, ribadisce i principi fondanti degli aiuti umanitari ovvero il rispetto del diritto internazionale e i principi di umanità, imparzialità, neutralità e non discriminazione.
Nel 2013 la Commissione ha approvato la nuova legislazione sul Meccanismo della protezione civile dell'Unione europea, che prevede coordinamento e supporto maggiori per migliorare l'efficacia dei sistemi di prevenzione, preparazione e risposta durante le calamità. La legislazione ha istituito un pool volontario di mezzi e materiali di risposta preimpegnati, una rete di formazione per primi soccorritori e un nuovo approccio per la gestione del rischio di calamità da parte dei 31 stati aderenti.
Il Trattato di Lisbona, inoltre, introduce il Corpo volontario europeo di aiuto umanitario (articolo 214 del Trattato sul funzionamento dell'Unione europea) che consente ai cittadini europei che lo desiderino di partecipare in prima persona all'azione umanitaria.

## Volontari dell'Unione per l'Aiuto Umanitario
La Commissione europea ha avviato un'iniziativa per la creazione, tra il 2014 e il 2020, di oltre 18 000 posizioni per i cittadini europei quali volontari in tutto il mondo in situazioni umanitarie. L'iniziativa prevede la formazione collettiva dei volontari in un programma di formazione europeo prima di impiegarli con organizzazioni umanitarie certificate. Sono stati concordati aiuti finanziari, incentrati sullo sviluppo della resilienza e della capacità di protezione civile, per cinque progetti pilota che nel 2012 hanno coinvolto circa 150 volontari.
Il Parlamento europeo (PE) ha votato a favore dell'iniziativa nel febbraio 2014. Le posizioni dei volontari comprendono l'impiego in tutto il mondo nell'ambito di operazioni umanitarie finanziate dall'Unione europea, lavorando presso organizzazioni umanitarie all'interno dell'UE o coadiuvando le operazioni online da casa.
Le ONG che partecipano vengono sottoposte a una procedura di certificazione volta al fine di garantirne la conformità agli standard europei per la gestione dei volontari.

## Bilancio
Nel 2013 il bilancio per gli aiuti di ECHO era meno dell'uno per cento del bilancio complessivo dell'Unione europea. In aggiunta la Commissione europea ha utilizzato la propria riserva per gli aiuti di emergenza per rispondere alle crisi e alle calamità impreviste. Nel 2013 bilancio e fondi di riserva ammontavano a 1,35 miliardi di EUR. Per quanto riguarda gli aiuti umanitari, ECHO ha fornito assistenza umanitaria a oltre 124 milioni di persone in 90 paesi extra UE, di cui 39 indicati come paesi in situazione di crisi. Per quanto riguarda la protezione civile, nel 2013 il Meccanismo di protezione civile è stato attivato 36 volte per crisi interne ed esterne all'Unione europea.
La quota maggiore dei finanziamenti è destinata a prodotti alimentari e nutrizione (40%). Gli altri principali ambiti di attività sono il settore medico e sanitario (comprensivo di supporto psicosociale) (13%), acqua e servizi igienici (13%), ricoveri (19%) e protezione (7%). ECHO ha stanziato il 3% del bilancio 2013 per la preparazione alle calamità, in calo dal 2012. La protezione civile ha rappresentato il 2% del bilancio.
Nel 2013 il 40% del bilancio è stato impiegato per l'Africa, un 18% per Asia, America latina, Caraibi e Pacifico e un altro 32% per Medioriente e Mediterraneo.
Gli aiuti per lo sviluppo hanno raggiunto un picco storico nel 2010. Congiuntamente agli aiuti offerti dai singoli Stati membri, l'Unione europea è il maggiore donatore al mondo di aiuti. Dei 9,8 miliardi di EUR di aiuti umanitari forniti in tutto il mondo nel 2010, circa il 41 % proveniva dall'Unione europea.
Il bilancio adottato per il 2014 prevede quasi 1 miliardo di EUR in impegni per aiuti umanitari e protezione civile.

## Strategia
ECHO ha il mandato di salvare e preservare la vita in situazioni di emergenza e di immediata post emergenza, a prescindere dal fatto che la causa sia naturale o antropica. Sulla base di tali principi, la Commissione si è impegnata a redigere ogni anno un documento strategico al fine di coordinare e pianificare le attività in modo efficiente e appropriato adottando un approccio imparziale basato sui bisogni.
Nel 2013 ECHO ha programmato di concentrare gli aiuti umanitari in circa 90 paesi. Ha identificato le cinque maggiori operazioni umanitarie nella regione del Sahel in Africa occidentale, includendo l'ulteriore risposta al conflitto in Mali (82 milioni di EUR), in Sudan e Sudan meridionale (80 milioni di EUR), nella Repubblica Democratica del Congo (54 milioni di EUR), in Pakistan (42 milioni di EUR) e in Somalia (40 milioni di EUR). Inoltre, il 40% degli aiuti umanitari di ECHO è destinato all'Africa subsahariana.
Il bilancio di riserva è stato utilizzato per rispondere alle importanti crisi umanitarie di Siria, Mali, Sahel, Sudan meridionale, Repubblica democratica del Congo, Myanmar e le Filippine. ECHO, inoltre, ha finanziato le crisi dimenticate, quali quelle di Bangladesh, Colombia, Yemen, Algeria, Pakistan e Myanmar.

## Opinione pubblica
Uno speciale sondaggio sugli aiuti umanitari condotto da Eurobarometro nel 2012 rivela l'elevato senso di solidarietà dei cittadini europei verso le vittime dei conflitti e delle calamità naturali al di fuori dell'Unione europea: 9 cittadini su 10 ritengono che «sia importante che l'Unione europea finanzi gli aiuti umanitari al di fuori dei propri confini» e 8 cittadini su 10 sono dell'opinione che «l'azione di protezione civile coordinata dell'Unione europea sia più efficace dell'azione condotta dai singoli paesi».